# 1U
1U - бестопочный паровоз осевой формулы 0-2-0, выпускавшийся в Польше в 1954—1958 и 1961—1967 годах. Всего было выпущено 43 единицы: 36 на заводе Fablok и 7 на ZNTK Вроцлав. 1U также известны как TKbb. Кодовое сокращение TKbb в послевоенной Польше могло обозначать любой бестопочный паровоз формулы 0-2-0, включая серию 1U, трофейные немецкие Borsig, а также как минимум один немецкий Henschel постройки 1949 года.
До начала Второй Мировой войны в Польше практически не было ни бестопочных паровозов, ни сопоставимых по показателям тепловозов. В ходе послевоенного восстановления промышленности возник спрос на бестопочные машины, который вначале удовлетворялся переделкой трофейных G81 и Т93. В 1955 Fablok изготовил первый опытный образец бестопочного паровоза, используя сварной котёл-накопитель производства Сосновицкого котельного завода. За ним последовало 35 серийных 1U. В 1958 производство перенесли с Fablok во Вроцлав, где в 1961—1967 завод ZNTK выпустил ещё семь единиц.
Серийные машины отличались от прототипа отсутствием обтекателя, скрывавшего песочницу и клапанное хозяйство. Осветительные приборы отсутствовали. При ёмкости котла 14 м³ и предельном допустимом давлении 1,5 МПа (большем, чем было возможно при переделках обычных паровозов) 1U был способен непрерывно работать в течение от двух до четырёх часов. Зарядка пара от стационарной котельной занимала полчаса. Колёсная база в 2,5 м обеспечивала радиус поворота 60 м, однако нагрузка на ось (16 или 18 т) была чрезмерной для работы на фабричных подъездных путях.
1U продолжали работу до 2000 года. Сохранились четыре экземпляра (в Щецине, Вроцлаве и два - в Щитно).